# Julio César Rivera
Julio César Rivera Gonzáles (Lima, 12 aprile 1968) è un ex calciatore peruviano, di ruolo centrocampista.